# Supunna insularis
Supunna insularis är en spindelart som först beskrevs av Ludwig Carl Christian Koch 1873.  Supunna insularis ingår i släktet Supunna och familjen flinkspindlar. Inga underarter finns listade i Catalogue of Life.